# Señorío de Xic Conecan

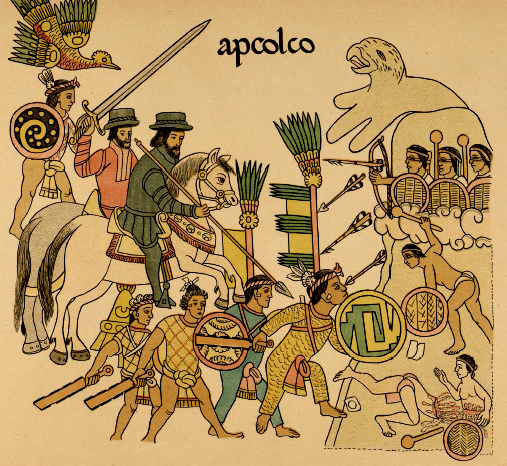
Nochistlan es conquistada por los españoles.

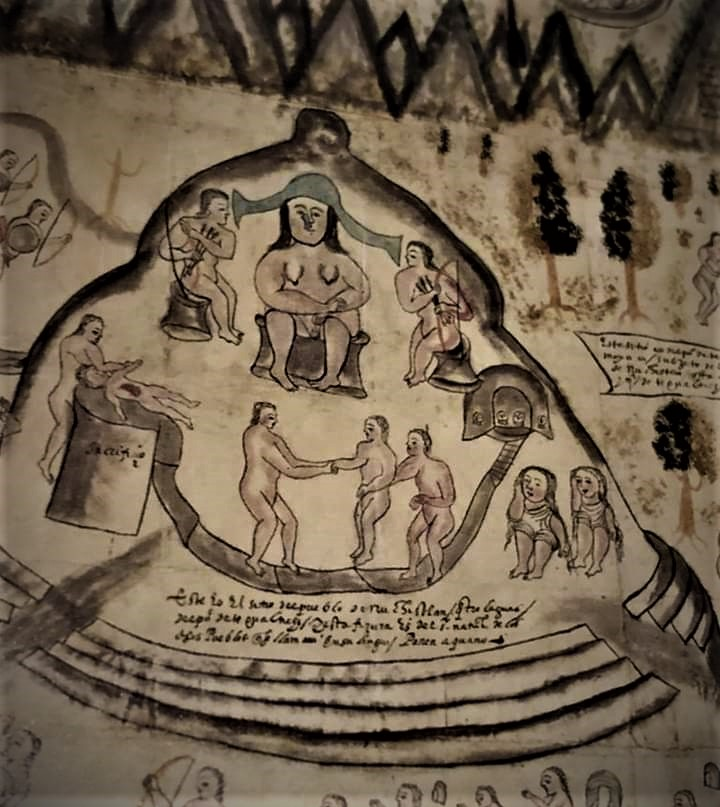
Fragmento del "Lienzo de Teocaltiche" donde se muestra a Aquano, el último señor de Nochistlan en su trono.

El reino de Xihconécan (del Caxcan o nahuatl: xicconecan) llamado también señorío de Nochistlan (del nahuatl: Nochiztlan (ST:Nochiztli=Cochinilla, LC:-tlan) 'Lugar donde hay cochinilla') por los tlaxcaltecas o de Apcolco fue un señorío caxcan que se situaba al sur del actual estado de Zacatecas, en los alrededores de las localidades actuales Nochistlan de Mejía y Apulco en México hacia 1535, colindaba al oeste con el señorío de Juchipila, al norte y este con territorios de tribus guachichiles y al sur con algunas entidades tecuexes y de chichimecas blancos. Fue gobernado en un principio por Panen, quien le heredó su poder a su hijo  Xahualotl, al ser derrotado por Nuño de Guzmán, Xahualotl (También llamado Aquano) tuvo varios hijos, uno de ellos fue Francisco Tenamaztle,  quien comandaría los ejércitos de su reino durante la guerra del Mixtón, su otro hijo ilustre fue Francisco Papalotl, quien sucedió a su padre en el trono como señor de Nochistlan, ya con dominación española. A la llegada de los españoles tenían como tributario al Señorío de Teocaltiche, cuyo último gobernante fue Yécotl, que también era hijo de Xavalotl.

## Etimología
La palabra xicconecan es una palabra caxcana y/o nahuatl que viene de xictli "ombligo" o xihuitl "años/hierba", conetl "hijo" y el sufijo can, que hace referencia a un lugar, por lo que posibles significados son "lugar del hijo de los años", "lugar del hijo de la hierba" o "lugar del hijo del ombligo". El gentilicio para este topónimo es xiconeca, de donde viene la corrupción xiconaques.

## Historia
Este señorío fue fundado alrededor del siglo XIV de nuestra era por guerreros caxcanes provenientes del río Juchipila según apuntan las investigaciones.
La aldea fue prosperando ya que se sustentaba de la agricultura y la caza de animales como el venado cola blanca, conejos, osos, aves, reptiles y ratas.
Hacia el año 1490 oleadas de caxcanes vecinos emigraban al sur y especialmente a Nochistlán a causa de las constantes invasiones de zacatecos al norte de la región caxcan.
Se sabe que su gentilicio era el de xiconaque, corrupción de xiconeca, por la región donde habitaban eran llamados también istachichimecas (chichimecas de la sal), y eran enemigos de un altépetl vecino llamado Cuxtan, en su máxima extensión puso bajo su mando toda la región de Nochistlán, Lagos de Moreno, Encarnación, y parte de Aguascalientes.
Cursando la década de 1530 los españoles al mando de Nuño de Guzman conquistaban ya la región de Michoacán y Xalisco, saliendo de Michoacán y pasando primero por Tecpatitlan, con su ejército de 15 mil tlaxcaltecas y mexicas, más 500 soldados españoles, aplasta las defensas del señorío de Xicconecan que fue defendido por su taxtuani Panen que es derrotado eventualmente.
El 5 de enero de 1532 Nuño de Guzman funda la conocida como la primera Guadalajara cerca de Nochistlan donde se establecen 42 españoles, pero ante la continua hostilidad de los caxcanes que seguían en pie de guerra, trasladan la población a su segunda locación en Tonalá, donde durarían 2 años, fueron en total 3 locaciones antes de que Guadalajara se fundara en su asiento actual.
Diez años después, cursando el año de 1541 se dio la guerra del Mixton en la cual los caxcanes se rebelaron en contra del sistema de República de Indios y los encomenderos, sitiaron Guadalajara pero no lograron tomarla alejándose al norte y fortificándose en el cerro del Mixton. En 1542 los españoles avanzaron al norte y tomaron Nochistlan, luego atacaron la fortaleza del Mixton y derrotaron a Tenamaxtle.
Sin embargo, Tenamaxtle huyó con algunos guerreros y durante algunos años estuvo encabezando guerrillas al norte de Jalisco, todas fracasaron, luego fue capturado y llevado a España para que no pudiese volver y encabezar alguna nueva rebelión.